# Luke Kibet Bowen
Luke Kibet Bowen (* 12. April 1983) ist ein kenianischer Langstreckenläufer, der sich auf den Marathonlauf spezialisiert hat. 

## Werdegang
Er wuchs bei seiner Großmutter in Moiben, in der Nähe von Eldoret, auf, wo bekannte Athleten wie Paul Tergat, Moses Tanui und Joshua Chelanga vor seiner Haustür trainierten. Die Fernsehübertragung der Olympischen Spiele 1996 weckte in ihm den Wunsch, Hindernisläufer zu werden, es zeigte sich jedoch, dass seine Begabung im Langstreckenlauf lag. Kibet zog nach Eldoret und trainierte in Moses Tanuis Camp in Kaptagat.
2004 wurde er als Tempomacher beim Enschede-Marathon verpflichtet. Er lief das Rennen durch und kam auf den zweiten Platz. Kurz darauf wurde er beim Weltrekordlauf von Paul Malakwen Kosgei Zweiter bei den 25 km von Berlin in 1:12:52 h, eine Zeit, die seitdem nur von Haile Gebrselassie bei einem nicht als Weltrekord anerkannten Lauf übertroffen wurde. Im selben Jahr wurde er auch beim Frankfurt-Marathon Zweiter.
2005 siegte er dann bei den 25 km von Berlin. Im selben Jahr wurde Dritter beim Eindhoven-Marathon in seiner persönlichen Bestzeit von 2:08:52 und siegte beim Taipei International Marathon. Bei beiden Rennen belegte er im darauffolgenden Jahr denselben Platz.
2007 siegte er zunächst beim Vienna City Marathon und feierte seinen bislang größten Erfolg mit dem Sieg im Marathon bei den Weltmeisterschaften in Ōsaka. Bei extremer Witterung (28–33 °C Hitze und 70–80 % Luftfeuchtigkeit) setzte er sich bei Kilometer 31 ab und erlief sich bis ins Ziel einen Vorsprung von über einer Minute auf Mubarak Hassan Shami und Viktor Röthlin. 
Seine Siegerzeit von 2:15:59 h ist die langsamste, die je bei Weltmeisterschaften gelaufen wurde. Er ist der zweite kenianische Marathonweltmeister nach Douglas Wakiihuri im Jahr 1987. Im selben Jahr siegte er beim Great South Run über 10 Meilen in 47:31 min.
Bei den Unruhen in Kenia 2007/2008 wurde er Ende 2007 von einem Mob, der kurz danach Kibets Mentor Lucas Sang tötete, mit einem Steinwurf am Kopf verletzt, als er einem Gewaltopfer zu Hilfe kommen wollte. Die Wunde musste im Krankenhaus genäht werden und Kibet drei Wochen mit dem Training aussetzen. Im Februar 2008 entging er nur knapp einem Hinterhalt, in den er zusammen mit vier anderen Athleten in der Nähe von Naivasha bei einer Autofahrt von Eldoret nach Nairobi geraten war.
Die Belastungen machten sich beim London-Marathon bemerkbar, wo Kibet lediglich Elfter in 2:12:25 h wurde. Er wurde als Ersatzmann für den Marathon der Olympischen Spiele in Peking nominiert und sprang kurzfristig für den verletzten Robert Kipkoech Cheruiyot ein. Dort betätigte er sich als Tempomacher für den späteren Sieger Samuel Kamau Wanjiru, musste jedoch nach Kilometer 25 das Rennen abbrechen. Zum Saisonabschluss stellte er beim Singapur-Marathon mit 2:13:03 h einen Streckenrekord auf.
Im Jahr darauf siegte er zunächst beim Halbmarathon von Lagos, stieg dann aber wegen Beschwerden an der Achillessehne beim London-Marathon aus. Nachdem er sich in Deutschland bei Hans-Wilhelm Müller-Wohlfahrt behandeln ließ, startete er erneut in Singapur. 
Obwohl ihm seine Achillessehne immer noch Probleme bereitete, gelang es ihm, bei 31 °C Hitze und 77 % Luftfeuchtigkeit seinen Titel zu verteidigen und den Streckenrekord auf 2:11:25 h zu verbessern.
Luke Kibet ist beim kenianischen Gefängnisdienst angestellt. Er ist verheiratet und Vater von zwei Kindern. Als sein Trainer und Manager fungierte zeitweise Volker Wagner.